# Leptoboea
Leptoboea, rod gesnerijevki iz podtribusa Leptoboeinae, dio tribusa Trichosporeae. Sastoji se od dvije vrste iz Indije, Kine i Indokine

## Etimologija
Ime roda sastavljeno je od grčkog λεπτος, leptos = tanak i generičkog imena Boea. Ime aludira na tanke, nitaste peteljke cvijeća.

## Opis
Kopneni grmovi s razgranatim stabljikama. Grane spužvaste. Listovi nasuprotni, oni u paru jednaki ili podjednaki, obično skupljeni na kratkim granama; peteljka kratka, lamina jajasta, vrh zašiljen, baza široko klinasta. Cime aksilarne, cvjetne peteljke i stabljike filiformne (nitaste), s 3-5 cvjetova, štitaste. Čašičasti listovi slobodni do baze, jednaki. Vjenčić plitko zvonast, režnjevi (pod)jednaki, zaobljeni. Prašnika 4, umetnuti u bazu vjenčića, prašnici slobodni, bazifiksirani, teke subparalelne, konfluiraju na vrhu, dehisciraju na vrhu; prisutan staminod. Nektarija nema. Ovarij jajolik, s parijetalnim placentama. Čahura ravna, linearna, mnogo duža od čaške, dehiscencija septicidna, na kraju i lokulicidna. Broj kromosoma: nepoznat.

## Vrste
1. Leptoboea glabra C.B.Clarke
2. Leptoboea multiflora (C.B.Clarke) C.B.Clarke